# HMS Splendid (S106)
El HMS Splendid (S106) fue un submarino nuclear de la clase Swiftsure de la Marina Real británica.

## Construcción
Su construcción inició el 23 de noviembre de 1977 en Vickers (Shipbuilding) Ltd., Barrow-in-Furness y fue botado el 5 de octubre de 1979. Entró en servicio en la Marina Real británica el 21 de marzo de 1981.

## Historia de servicio
Cuando la guerra de las Malvinas, el HMS Splendid se dirigió a las islas Malvinas. El 12 de abril se hizo efectivo el bloqueo (Zona de Exclusión Marítima) y dos días después el comandante del Splendid, comandante (commander en inglés) Roger Lane-Nott, recibió la orden de buscar al portaviones ARA Veinticinco de Mayo. El 23 de abril el Splendid detectó al portaviones argentino navegando cerca del litoral marítimo pero no pudo atacarlo por las reglas de empeñamiento vigentes.
El Splendid regresó a Gran Bretaña en la segunda semana de junio de 1982. El conflicto finalizó el 14 de junio con la rendición argentina.

## Destino final
El Splendid fue reitrado del servicio el 22 de agosto de 2003.